# Xã Pettis, Quận Platte, Missouri
Xã Pettis (tiếng Anh: Pettis Township) là một xã thuộc quận Platte, tiểu bang Missouri, Hoa Kỳ. Năm 2010, dân số của xã này là 4.558 người.